# Tom Fyfe
Thomas Camperdown Fyfe, bekannt als Tom Fyfe, (geboren am 22. oder 23. Juni 1870 in Timaru, Neuseeland; gestorben am 3. August 1947 in Hastings, Neuseeland) war ein neuseeländischer Bergsteiger. Er stand zusammen mit George Graham und Jack Clark als erster Mensch auf dem Gipfel des 3724 m hohen Aoraki/Mount Cook, des höchsten Bergs Neuseelands.

## Leben

### Familie & Ausbildung
Thomas Camperdown Fyfe kam 1870 als Sohn der schottischen Siedler Jane und Thomas Webster Fyfe zur Welt. Er kletterte als Kind mit seinen Geschwistern im Steinbruch seines Vaters. Er interessierte sich zudem für das Radfahren und nahm um 1890 an internationalen Veranstaltungen teil, bei denen er als Hochrad-Fahrer erfolgreich war. Über seinen Onkel James Craigie, den damaligen Bürgermeister von Timaru, kam er an einen Job in Mount Cook Village. Dort sammelte Fyfe erste Erfahrung im Gebirgsklettern rund um die Sealy Range, was seine Leidenschaft für den Sport entflammte.
1896 heiratete er Mary Peake. Er ist der Vater zweier Söhne und zweier Töchter. Während des Ersten Weltkriegs war Fyfe in Frankreich stationiert. 1947 verstarb er in Hastings.

### Bergsteigen
Ab 1890 reiste Fyfe regelmäßig nach Mount Cook Village, wo er selbst kletterte oder als Bergführer arbeitete. Neben anderen Besteigungen gelang ihm in dieser Zeit auch die alleinige Erstbesteigung des 3199 m hohen Malte Brun sowie die Überquerung des nach ihm benannten Fyfe Pass oberhalb des Mueller-Gletschers, am 3002 m hohen Glacier Peak scheiterte er jedoch.
Mit Gerüchten, dass nicht aus Neuseeland stammende Bergsteiger den ersten Gipfelerfolg am Aoraki im Visier hätten, begann ein Wettlauf um die Erstbesteigung. Die meisten Versuche konzentrierten sich dabei auf die Route über den Linda-Gletscher. Fyfe hingegen wechselte nach ersten Misserfolgen auf dieser Route zur von Westen kommenden Route, die technisch anspruchsvoller, aber damals schneller war, da weniger Eiskletterei benötigt wurde. Auf dieser Route erreichten George Graham und Fyfe Mitte Dezember 1894 den Middle Peak auf 3717 m Höhe. Nach insgesamt sieben erfolglosen Anläufen gelang es Fyfe zusammen mit George Graham, dessen sechster Versuch es war, und Jack Clark am 25. Dezember 1894, den höchsten Gipfel des Aoraki zu bezwingen. Sie starteten erneut auf der eher unbekannten Route vom Hooker-Gletscher aus und verbrachten den heiligen Abend in der Südflanke des Mount Hicks. Von dort stiegen sie zum Green Saddle auf, welcher den Aoraki vom Mount Dampier trennt, und erreichten über die North Ridge den High Peak auf 3724 m Höhe.

“I am afraid that the reckless way in which we romped over those last rocks was very foolhardy, but one would indeed need to be phlegmatic not to get a little excited on such an occasion.”

„Ich fürchte es war tollkühn, in welch sorgloser Weise wir über die letzten Steine stolperten, aber man müsste schon phlegmatisch sein, wenn ein solcher Anlass einen nicht erregt.“

Während der Erfolg den Endpunkt in der Karriere von George Graham darstellte, betätigte sich Fyfe weiterhin als Bergführer. 1895 wurde er zum ersten offiziellen Bergführer des vom The Lands & Survey Department geleiteten Hermitage. Im gleichen Jahr gelang ihm zusammen mit Malcolm Ross die Erstbesteigung des 3070 m hohen Mount Haidinger sowie der 3040 m hohen Minarets. Im Anschluss zwang ihn eine Beinverletzung, die vom späteren Bergsteiger Dr. Ebenezer Teichelmann behandelt wurde, zu einer mehrjährigen Pause. Am 9. Januar 1906 gelang ihm und Ross zusammen mit Turner die erste Traverse aller drei Gipel des Aoraki. Auch in den folgenden Jahren führte er weitere Bergsteiger auf diesen und andere Berge.

“I have always considered him the finest of our early mountaineers, and as a rock climber he was unsurpassed.”

„Ich habe ihn immer als den feinsten unter den frühen Bergsteigern angesehen, und als Kletterer am Fels war er unübertroffen.“